# Ghiacciaio Zavera
Il ghiacciaio Zavera (in inglese Zavera Glacier) è un ghiacciaio lungo 18 km e largo 16, situato sulla costa orientale della penisola Trinity, nella parte settentrionale della Terra di Graham, in Antartide. In particolare, il ghiacciaio si trova ai piedi dell'altopiano Detroit, a sud del ghiacciaio Diplock e a nord-est della dorsale Kopito, e da qui fluisce verso est fino a entrare nel canale del Principe Gustavo.

## Storia
Il ghiacciaio Zavera è stato così battezzato dalla Commissione bulgara per i toponimi antartici in onore della Velchova zavera, una rivolta della popolazione bulgara contro la dominazione ottomana del 1835. 